# Kriftel
Kriftel es un municipio situado en el distrito de Main-Taunus, en el estado federado de Hesse (Alemania). Su población estimada a finales de 2016 era de 11 176 habitantes.
Se encuentra ubicado al suroeste del estado, en la región Rin-Meno.